# Щукин, Дмитрий Иванович
Дми́трий Ива́нович Щу́кин (1855—1932) — московский купец, меценат и коллекционер искусства.

## Биография
В семье московского фабриканта, купца-старообрядца Ивана Васильевича Щукина и его жены Екатерины Петровны (урождённой Боткиной) было шесть сыновей: Николай, Пётр, Сергей, Владимир, Дмитрий и Иван. Дмитрий родился в 1855 году.
Учился в пансионе Гирста в Санкт-Петербурге и за два года до его окончания был переведён отцом доучиваться в Поливановскую гимназию в Москве, затем учился в Высшей коммерческой академии в Дрездене.
Обязательную
воинскую службу нёс в Гренадерском полку; затем четыре года работал в конторе Товарищества цементной фабрики и маслобойни К. К. Шмидта в Риге. В 1882 году вернулся в Москву и был принят компаньоном торгового дома «И. В. Щукин с сыновьями» вместо брата Николая.
После смерти отца (1890) отошёл от дел и полностью отдался своему увлечению — коллекционированию картин. Первую свою картину приобрёл в 1893 году у венского антиквара: «Катание на коньках» Хендрика Аверкампа, амстердамского живописца XVII века. Следующее удачное приобретение — «Урок музыки» Герарда Терборха.
Д. И. Щукин в отличие от своих братьев, старался покупать вещи только с безупречным происхождением. Он постоянно консультировался со специалистами, чтобы убедиться в подлинности картин; был знаком с генеральным директором Берлинских музеев Вильгельмом Боде и регулярно возил вещи на экспертизу в Берлин. Консультировался и с И. С. Остроуховым. Из-за чрезвычайной дотошности в вопросах атрибуции он собрал коллекцию, в которой не было шедевров, но не было и сомнительных вещей.
Собирая картины, Щукин одновременно занимался благотворительностью. Первое пожертвование в собрание Румянцевского музея (тридцать два холста) он сделал в 1897 году, спустя всего четыре года после начала коллекционирования. Впоследствии имел намерение завещать галерее всю свою коллекцию.
Поздней осенью Дмитрий Щукин уезжал в Германию, а с наступлением весны перебирался на юг, в Италию или Испанию.
Жил в Москве на Волхонке (в доме Воейковой), затем на Поварской, после 1902 года — в Староконюшенном переулке, дом 35. Семьи не имел.
После революционных событий 1917 года, в 1920 году был назначен младшим помощником хранителя Первого Музея старой западной живописи, открывшегося в его доме, в Староконюшенном переулке. Позже стал хранителем итальянского отдела Музея изящных искусств.
Умер 29 марта 1932 году. Похоронен на Миусском кладбище (по другим данным — на Ваганьковском кладбище); могила утеряна. В 2019 году на Миусском кладбище была установлена памятная доска.

## Коллекция
В коллекции Д. И. Щукина были широко представлены мастера голландской живописи XVI—XVII веков — Брейгель, Аверкамп, Хеда,  Я. Вермеер («Аллегория веры»), Терборх, Рейсдаль, Гойен, Кваст (исп. Pieter Quast), Тонирис и др.; работы французских мастеров XVII—XIX веков — Ватто, Ланкре, Буше, Фрагонар, Маре, Изабе и других; полотна немецких мастеров XV—XVI веков — Кранаха и Герунга; работы английских художников XVII—XIX веков — Козвея, Лоуренса и других. Всего — 146 полотен.
В 1918 году коллекция была взята на государственный учёт и с декабря стала доступна для обозрения как Первый Музей старой западной живописи, открывшийся в доме № 35 в Староконюшенном переулке. В 1922 году Музей был переведён на Кропоткинскую улицу в здание Морозовского отделения музея нового западного искусства, а в ноябре 1924 года более ста двадцати картин (семьдесят восемь голландских, фламандских и нидерландских мастеров, двадцать шесть французских, десять старонемецких, шесть итальянских и три английских), девятнадцать пастелей, а также рисунки, гравюры, миниатюры, бронза, скульптура, майолика и цветное стекло были размещены в открывшемся Музее изящных искусств.